# Đại học Padova
Đại học Padova (tiếng Ý: Università degli Studi di Padova, UNIPD) là một trong những ngôi trường đại học hàng đầu không chỉ Ý mà còn trên toàn châu Âu. Trường tọa lạc ở thành phố Padova, Ý. Trường đại học Padova được thành lập năm 1222 là trường đại học lâu đời thứ thứ hai ở Ý và thứ năm của thế giới, song song đó trường cũng là một trong những trường đại học nổi bật nhất vào đầu Châu Âu. Tại thời điểm năm 2003, trường có khoảng 65.000 sinh viên, và năm 2016 trường được xếp vào danh sách "trường đại học tốt nhất" trong số các trường đại học của Italia với hơn 40.000 sinh viên

## Lịch sử
Trường đại học này thường được cho là đã được thành lập vào năm 1222 (tương ứng với lần đầu tiên khi Đại học được trích dẫn trong một tài liệu lịch sử như trước đây, do đó nó chắc chắn là lớn tuổi hơn) khi một nhóm lớn sinh viên và giáo sư rời khỏi Đại học Bologna để tìm kiếm sự tự do học thuật hơn ('Libertas scholastica'). Các môn học đầu tiên được dạy là Luật và Thần học. Chương trình giảng dạy mở rộng nhanh chóng, và đến năm 1399 cơ sở giáo dục đã chia thành hai loại: một trường đại học Iuristarum về luật dân sự và luật pháp của Canon, và một Universitas Artistarum dạy thiên văn học, biện chứng, Triết học, ngữ pháp, y khoa, và hùng biện. Cũng có một Nhà thần học Universitas, được thành lập năm 1373 bởi Urban V.